# Оберербах (Вестервалд)
Оберербах (њем. Obererbach) општина је у њемачкој савезној држави Рајна-Палатинат. Једно је од 119 општинских средишта округа Алтенкирхен (Вестервалд). Према процјени из 2010. у општини је живјело 585 становника. Посједује регионалну шифру (AGS) 7132081.

## Географски и демографски подаци
Оберербах се налази у савезној држави Рајна-Палатинат у округу Алтенкирхен (Вестервалд). Општина се налази на надморској висини од 260 метара. Површина општине износи 3,6 km². У самом мјесту је, према процјени из 2010. године, живјело 585 становника. Просјечна густина становништва износи 161 становника/km².